# إدوارد كافناغ
إدوارد كافناغ هو سياسي أسترالي، ولد في 30 أكتوبر 1871 في سيدني في أستراليا، وتوفي في 10 أكتوبر 1956 في Strathfield, New South Wales ‏ في أستراليا. انتخب عضو المجلس التشريعي لنيوساوث ويلز ‏.